# Homophylax adriana
Homophylax adriana är en nattsländeart som beskrevs av Donald G. Denning 1964. Homophylax adriana ingår i släktet Homophylax och familjen husmasknattsländor. Inga underarter finns listade i Catalogue of Life.